# Selby-on-the-Bay, Maryland
Selby-on-the-Bay, Maryland (енгл. Selby-on-the-Bay) град је у америчкој савезној држави Мериленд.

## Демографија
По попису из 2000. године број становника је 3.674.
| Група             | 2000.         | 2010.    |
| Белци             | 3.515 (95,7%) | 0 (0,0%) |
| Афроамериканци    | 45 (1,2%)     | 0 (0,0%) |
| Азијати           | 16 (0,4%)     | 0 (0,0%) |
| Хиспаноамериканци | 45 (1,2%)     | 0 (0,0%) |
| Укупно            | 3.674         | 0        |